# Reinhold Leinfelder
Reinhold Leinfelder (* 21. März 1957 in Augsburg) ist ein deutscher Paläontologe und Geobiologe.

## Karriere
Leinfelder studierte an der Universität München Geologie und Paläontologie. Als wissenschaftlicher Mitarbeiter und wissenschaftlicher Assistent arbeitete er von 1981 bis 1989 am Institut für Geowissenschaften der Universität Mainz, wo er 1985 zum Dr. rer. nat. promoviert wurde. Die Dissertation erhielt den Preis der Universität. 1989 habilitierte sich Leinfelder für das Fach Geologie und Paläontologie.
Ende 1989 folgte er dem Ruf an die Universität Stuttgart auf einen Lehrstuhl für Geologie und Paläontologie. Dort leitete Leinfelder die Abteilung Historische Geologie und Stratigraphie des Instituts für Geologie und Paläontologie. Später wechselte er an das Institut für Paläontologie und Historische Geologie der Universität München.
Von 2003 bis 2005 war er Generaldirektor der Staatlichen Naturwissenschaftlichen Sammlungen Bayerns. Von Oktober 2005 bis Mai 2007 war er Sprecher der Direktorenkonferenz der Naturwissenschaftlichen Forschungssammlungen Deutschlands.
Von Januar 2006 bis Ende 2010 war er Generaldirektor des Berliner Museums für Naturkunde. Parallel dazu war er von Januar 2006 bis März 2011 Professor für Paläontologie und Geobiologie an der Humboldt-Universität zu Berlin.
Von Mai 2007 bis Juni 2010 war er Vorsitzender des Konsortiums Deutsche Naturwissenschaftliche Forschungssammlungen (DNFS), in dem sich die elf größten naturkundlichen Forschungsmuseen Deutschlands zusammengeschlossen haben, von September 2009 bis Ende 2010 auch Sprecher des Humboldt-Rings.
Seit Anfang 2008 ist er korrespondierendes Mitglied der Bayerischen Akademie der Wissenschaften, von November 2008 bis Februar 2013 war Mitglied im Wissenschaftlichen Beirat der Bundesregierung Globale Umweltveränderungen. 2010 wurde er zum Vizepräsidenten des Deutschen Museumsbunds gewählt, legte das Amt jedoch mit Ausscheiden aus dem Museum für Naturkunde nieder. 2012 wurde Leinfelder in den Sachverständigenbeirat für Naturschutz und Landespflege des Landes Berlin berufen.
Seit April 2012 ist er Professor für Paläontologie und Geobiologie an der Freien Universität Berlin. Von 2012 bis 2014 war zudem affiliated Carson Professor am Rachel Carson Center for Environment and Society an der Ludwig-Maximilians-Universität München.
Seit 2013 ist er darüber hinaus Mitglied der Anthropocene Working Group der International Commission on Stratigraphy, die einen Vorschlag zur geologischen Definition des Anthropozäns erarbeiten soll. Von September 2012 – Dezember 2018 war er Principal Investigator im interdisziplinären Basisprojekt Die Anthropozän-Küche. Das Labor der Verknüpfung von Haus und Welt am Exzellenzcluster Bild-Wissen-Gestaltung unter der Federführung der Humboldt-Universität Berlin. Von Januar 2012 bis Dezember 2014 war er Mitglied im Leitungsteam des Anthropozän-Projekts am Haus der Kulturen der Welt Berlin. Des Weiteren initiierte und co-kuratierte die große Sonderausstellung Willkommen im Anthropozän. Unsere Verantwortung für die Zukunft der Erde., die bis Ende September 2016 im Deutschen Museum München zu sehen war. Von 1. September 2014 bis 15. September 2016 war er außerdem Gründungsdirektor Futurium gGmbH (vormals Haus der Zukunft).
Zu seinen Forschungsgebieten gehören die Evolution und Ökologie von Riffen (er war Leiter des DFG-Schwerpunktprojekts Biogene Sedimentation-Riff-Evolution), Meeresspiegelschwankungen in der Erdgeschichte, die Entwicklung mesozoischer Randbecken, die Genese mikrobieller Karbonatgesteine, Museologie sowie neue Methoden des Wissenstransfers. Sein derzeitiger Forschungsschwerpunkt ist interdisziplinäre Anthropozän-Forschung.

## Thesen
In seinem Blog Der Anthropozäniker vertritt R. Leinfelder die These, dass der Mensch vom Begriff „Umwelt“ zur Bezeichnung „Unswelt“ übergehen sollte, also „… vom Dualismus (gute) Natur versus (böser) Mensch (samt seiner Technik und Kultur) wegkommen und statt dessen den Menschen und seine Aktivitäten als Teil der Natur verstehen lernen müssen …“.
Der Begriff wird mittlerweile aufgegriffen, z. B. von der "Umweltinitiative" der Technischen Universität Dresden; darüber findet sich die Sichtweise wieder in einem Konzept der südamerikanischen indigenen Kichwa-Bevölkerung mit großem politischen Einfluss in Ecuador: Sumak Kawsay, „das gute Leben“, wonach der Mensch nicht die „Krone der Schöpfung“ ist, sondern Teil der Natur, mit der er harmonisch zusammen und in gegenseitiger Abhängigkeit von allen Lebewesen lebt. Dieses Konzept hat dafür gesorgt, dass ein „Recht der Natur“ in der 2008 unter Rafael Correa neu verabschiedeten nationalen Verfassung im Artikel 10 niedergelegt ist: „Die Natur ist Subjekt derjenigen Rechte, welche die Verfassung ihr zugesteht“.

## Werke
- Der deutsche Kreationismus und seine Rahmenbedingungen aus der Sicht eines Paläontologen. In: Ulrich Kutschera (Hrsg.): Kreationismus in Deutschland. Fakten und Analysen. LIT, Berlin / Münster 2007, ISBN 978-3-8258-9684-3, S. 277 ff. (eingeschränkte Vorschau in der Google-Buchsuche).